# Good (álbum de Morphine)
{{Ficha de álbum 
|imagen       = [[Archivo:{Morphine Good.jpg}|{Good de Morphine}]]
|nombre       = Good
|tipo         = 
|artista      = Morphine
|lanzamiento  = 8 de septiembre de 1992
|grabación    = 1992
|género       = Jazz-rock, rock alternativo
|duración     = 37:53
|discográfica = Rykodisc
|productor    = 
|compilador   = 
|calificación = 
|anterior     = 
|actual       = Good
(1992)
|posterior    = Cure for Pain
(1993)
|misceláneo   = 
}}
Good, lanzado el 8 de septiembre de 1992, fue primer álbum de la banda Morphine, el trío aparece con este trabajo desde la escena subterránea roquera de Boston, Mark Sandman vocalista y bajista, destaca en este trabajo, apareciendo con un bajo de dos cuerdas hecho en casa que tocaba con un Slide, acompañado de Dana Colley en el saxo barítono, y Jerome Dupree en la batería.

## Lista de temas
1. "Good" - 2:36
2. "The Saddest Song" - 2:50
3. "Claire" - 3:07
4. "Have a Lucky Day" - 3:24
5. "You Speak My Language" - 3:25
6. "You Look Like Rain" - 3:42
7. "Do Not Go Quietly Unto Your Grave" - 3:21
8. "Lisa" - 0:43
9. "The Only One" - 2:42
10. "Test Tube Baby/Shoot Em Down" - 3:11
11. "The Other Side" - 3:50
12. "I Know You (Part One)" - 2:17
13. "I Know You (Part Two)" - 2:45

- Datos: Q1935143